# Omosarotes paradoxum
Omosarotes paradoxum är en skalbaggsart som först beskrevs av Friedrich F. Tippmann 1955. Omosarotes paradoxum ingår i släktet Omosarotes och familjen långhorningar.
Artens utbredningsområde är Panama. Inga underarter finns listade i Catalogue of Life.